# Лебединський завод поршневих кілець
Лебединський завод поршневих кілець — промислове підприємство в місті Лебедин Сумської області.

## Історія
Завод поршневих кілець був створений на базі авторемонтних майстерень відповідно до шостого п'ятирічного плану розвитку народного господарства СРСР. Надалі тут було освоєно випуск поршневих кілець для автомобільної техніки всіх автозаводів СРСР.
За радянських часів завод входив до числа провідних підприємств міста.
У травні 1995 року Кабінет Міністрів України ухвалив рішення про приватизацію заводу, після чого державне підприємство було перетворено на відкрите акціонерне товариство.

## Сучасний стан
Підприємство виробляє чавунні поршневі кільця для двигунів автомашин (ГАЗ-21, ГАЗ-24, «Москвич-412», ГАЗ-52, ГАЗ-53, «МАЗ», «КамАЗ», ЗІЛ, «Урал» тощо), тракторів, комбайнів, тепловозів та авіатехніки (літаків Ан-2), а також для компресорних та бурових установок.